# Вялый, Михаил Николаевич
Михаил Николаевич Вялый (род. 23 февраля 1961, Москва) — российский учёный-математик, кандидат физико-математических наук, доцент МФТИ, профессор НИУ ВШЭ. С.н.с. ВЦ ФИЦ ИУ РАН. Лауреат Премии Правительства Российской Федерации в области образования (2008).

## Биография
Родился, окончил МФТИ (1984) по специальности «Системы автоматического управления», квалификация «Инженер-физик».
Поступил в аспирантуру ВЦ АН СССР к проф., д.ф.м.н. В. К. Леонтьеву.

### Профессиональная деятельность
- С 1988 по 1990 годы — инженер-математик НПО «Машиностроение», г. Реутов Московской области.
- В 1990-92 годах — м.н.с. Института новых технологий ЦЭНДИСИ СССР (Москва)
- В 1992-93 годах — научный сотрудник Института новых технологий образования (Москва)
- С 1993 г. по н.в. — инженер-математик, н.с., с.н.с., ВЦ РАН (Москва)
- Кандидат физико-математических наук (1995).
- В 2003 г. — приглашённый исследователь Института квантовой информации Калифорнийского технологического института (Institute for Quantum Information, California Institute of Technology), Пасадена, США.
- В 2009 году присвоено звание доцента.[1]

### Участие в подготовке научных кадров
Михаил Николаевич преподавал:
- Независимый Московский университет (преподаватель, 1992—2006)
- НИУ ВШЭ, преподаватель (1999—2001) и позже
- Московский институт открытого образования (преподаватель, доцент, 1999—2014)
- Летняя школа «Современная математика», в г. Дубна Московской обл. (преподаватель, 2001—2004)
- МФТИ, г. Долгопрудный Моск. обл. (доцент факультета управления и прикладной математики, 2004 — н.в.)
- Клуб вычислительных наук (Computer Science Club), СПб. (преподаватель, 2011)
- НИУ ВШЭ, факультет компьютерных наук. Департамент больших данных и информационного поиска, профессор (2014 — н.в.)[2]

### Редакторская деятельность
С 1997 по н.в. является членом редколлегии сборника «Математическое просвещение».

## Области научных интересов
В ходе учёбы в аспирантуре и последующей деятельности сложились следующие области научных интересов: комбинаторный анализ, комбинаторная оптимизация, теория вычислительной сложности, вычислительная геометрия, квантовые вычисления.

## Награды
- Медаль «В память 850-летия Москвы» (1987).
- Премия Правительства Российской Федерации в области образования — за цикл трудов «Становление математической культуры в высшей школе в единстве теории и практики» для образовательных учреждений высшего профессионального образования — 2008 год — (совместно с Флёровым Ю. А., Никитиным А. А., Михеевым Ю. В., Коноваловым А. Н.)[3]

### Выступления
- Курсы и лекции проф. НИУ ВШЭ М. Н. Вялого на Лекториум.Tv
- Теоретическая информатика (лекция М. Н. Вялого) на YouTube